# Экономика Великобритании
Великобритания — высокоразвитое постиндустриальное государство. Экономика Великобритании — 10-я экономика мира по объёму ВВП по ППС на 2023 год.
Ведущим сектором британской экономики является сфера услуг (3/4 ВВП). Лидирующее положение в ней занимает её финансовая составляющая (27,7 % ВВП), определяющая специализацию страны в системе международных экономических отношений. Британия осуществляет 10 % мирового экспорта услуг — банковских, страховых, брокерских, консультативных, а также в области компьютерного программирования.
Вторая по значимости отрасль британского хозяйства — промышленность (18,6 % от ВВП) представлена двумя подотраслями: горнодобывающим производством (2,2 % ВВП) и обрабатывающей промышленностью (14,7 % ВВП).
Машиностроение и транспорт, промышленные товары и химикаты являются основными статьями экспорта Великобритании.
На сельское хозяйство, которое удовлетворяет порядка 2/3 внутренних потребностей в пищевых продуктах, приходится всего лишь 1 % ВВП, строительство (6,1 %).
Начиная с 1970-х годов, добыча нефти в Северном море не только позволила сократить импорт нефтепродуктов, но и принесла существенную прибыль в торговле.
Страна импортирует в 6 раз больше промышленных товаров, чем сырья. Самым значительным её экспортёром являются США. Семь из десяти ведущих поставщиков товаров в Великобританию — страны ЕС.

## Общая характеристика
Великобритания — член ООН, постоянный член её Совета безопасности (общие выплаты страны по линии ООН равны 0,4 млрд долл.), НАТО, «семёрки», Британского Содружества (добровольная ассоциация Великобритании и 53 других государств, которые в прошлом находились под управлением Великобритании), Организации за безопасность и сотрудничество в Европе.
Великобритания является членом Организации экономического сотрудничества и развития, Всемирной торговой организации, Международного валютного фонда и Всемирного банка, а также ряда региональных банков реконструкции и развития (африканского, европейского, стран Карибского бассейна, латиноамериканского, азиатского), Европейского инвестиционного банка, Парижского и Лондонского клубов-кредиторов.
Она играет ключевую роль в принятии различных коллективных решений в рамках этих международных экономических и финансовых организаций и соглашений.
Великобритания продолжает сохранять доминирующее положение на мировом рынке финансовых услуг: в стране расположены важнейшие товарные и фондовые биржи мира: Лондонская фондовая биржа, Лондонская биржа металлов, ICE Futures Europe, Балтийская биржа.
В Великобритании сосредоточено три пятых мировой торговли международными облигациями (1-е место в мире, первичный рынок), две пятых — иностранными активами (1-е место) и деривативами (1-е место, т. н. «торговля через прилавок»), немногим менее трети валютных операций (2-е место после США), осуществляется пятая часть международных заимствований (1-е место).
На Великобританию приходится две пятых мирового рынка авиастрахования (1-е место) и одна пятая — морского страхования (2-е место). Лондон также лидирует в области управления активами состоятельных людей мира.
Великобритания активно участвует в деятельности Группы разработки финансовых мер борьбы с отмыванием денег (Financial Action Task Force on Money Laundering — FATF), «G20» или Egmont Group of Financial Intelligence Units, насчитывающей 58 государств-участниц.
Распределение экономического выпуска по отраслям в 2021 году было таким: сельское хозяйство — £14 млрд, добыча полезных ископаемых — £19 млрд, производство — £214 млрд, строительство — £122 млрд, коммунальные услуги — £62 млрд, торговля — £176 млрд, транспорт и складские услуги — £63 млрд, жильё и продовольствие — £48 млрд, информационные технологии и телекоммуникации — £131 млрд, финансы и страхование — £173 млрд, профессиональные и технические услуги — £148 млрд, услуги по управлению бизнесом — £101 млрд, государственный сектор и оборона — £95 млрд, образование — £110 млрд, здравоохранение и соцобеспечение — £130 млрд, искусство и досуг — £26 млрд, другие услуги — £27 млрд.
В 2020 году из 1,82 трлн фунтов экономического выпуска на Англию пришлось 86 %, на Шотландию — 7,4 %, на Уэльс — 3,4 %, на Северную Ирландию — 2,3 %, на другие территории Соединённого Королевства — 0,8 %. Из регионов Англии на Большой Лондон пришлось 24 %, Юго-Восток — 14,8 %, Восток — 8,4 %, Северо-Запад — 9,5 %, Западный Мидленд — 7,2 %, Юго-Запад — 7,2 %, Йоркшир и Хамбер — 6,5 %, Восточный Мидленд — 5,7 %, Северо-Восток — 2,8 %.

## Статистика
В следующей таблице показаны основные экономические показатели; инфляция менее 2 % обозначена зелёной стрелкой:
| Год  | ВВП (ППС) (в млрд долл. США) | ВВП на душу населения (ППС) (в долл. США) | Рост ВВП (реальный) | Уровень инфляции (в процентах) | Безработица (в процентах) | Государственный долг (в процентах от ВВП) |
| ---- | ---------------------------- | ----------------------------------------- | ------------------- | ------------------------------ | ------------------------- | ----------------------------------------- |
| 1980 | 529                          | 9380                                      | ▼−2,0 %             | ▲16,8 %                        | 7,1 %                     | 42,5 %                                    |
| 1981 | ▲575                         | ▲10 200                                   | ▼−0,8 %             | ▲12,2 %                        | ▲9,7 %                    | ▲44,8 %                                   |
| 1982 | ▲622                         | ▲11 050                                   | ▲2,0 %              | ▲8,5 %                         | ▲10,7 %                   | ▼43,1 %                                   |
| 1983 | ▲673                         | ▲11 960                                   | ▲4,2 %              | ▲5,2 %                         | ▲11,5 %                   | ▼41,8 %                                   |
| 1984 | ▲713                         | ▲12 640                                   | ▲2,3 %              | ▲4,4 %                         | ▲11,8 %                   | ▲42,3 %                                   |
| 1985 | ▲766                         | ▲13 540                                   | ▲4,2 %              | ▲5,2 %                         | ▼11,4 %                   | ▼41,2 %                                   |
| 1986 | ▲806                         | ▲14 210                                   | ▲3,1 %              | ▲3,6 %                         | ▼11,3 %                   | ▬41,2 %                                   |
| 1987 | ▲870                         | ▲15 320                                   | ▲5,3 %              | ▲4,1 %                         | ▼10,4 %                   | ▼39,3 %                                   |
| 1988 | ▲949                         | ▲16 680                                   | ▲5,7 %              | ▲4,6 %                         | ▼8,6 %                    | ▼37,0 %                                   |
| 1989 | ▲1010                        | ▲17 700                                   | ▲2,6 %              | ▲5,2 %                         | ▼7,2 %                    | ▼32,5 %                                   |
| 1990 | ▲1050                        | ▲18 410                                   | ▲0,7 %              | ▲7,0 %                         | ▼7,1 %                    | ▼28,6 %                                   |
| 1991 | ▲1070                        | ▲18 700                                   | ▼−1,1 %             | ▲7,5 %                         | ▲8,9 %                    | ▼28,5 %                                   |
| 1992 | ▲1100                        | ▲19 130                                   | ▲0,4 %              | ▲4,3 %                         | ▲10,0 %                   | ▲33,3 %                                   |
| 1993 | ▲1150                        | ▲19 980                                   | ▲2,5 %              | ▲2,5 %                         | ▲10,4 %                   | ▲38,1 %                                   |
| 1994 | ▲1220                        | ▲21 050                                   | ▲3,9 %              | ▲1,9 %                         | ▼9,5 %                    | ▲41,0 %                                   |
| 1995 | ▲1270                        | ▲21 940                                   | ▲2,5 %              | ▲2,7 %                         | ▼8,6 %                    | ▲43,9 %                                   |
| 1996 | ▲1330                        | ▲22 860                                   | ▲2,5 %              | ▲2,5 %                         | ▼8,1 %                    | ▲44,1 %                                   |
| 1997 | ▲1420                        | ▲24 340                                   | ▲4,0 %              | ▲1,8 %                         | ▼7,0 %                    | ▼43,4 %                                   |
| 1998 | ▲1480                        | ▲25 380                                   | ▲3,1 %              | ▲1,6 %                         | ▼6,3 %                    | ▼41,3 %                                   |
| 1999 | ▲1550                        | ▲26 430                                   | ▲3,2 %              | ▲1,3 %                         | ▼6,0 %                    | ▼39,9 %                                   |
| 2000 | ▲1660                        | ▲28 110                                   | ▲3,7 %              | ▲0,8 %                         | ▼5,5 %                    | ▼37,0 %                                   |
| 2001 | ▲1740                        | ▲29 370                                   | ▲2,5 %              | ▲1,2 %                         | ▼5,1 %                    | ▼34,4 %                                   |
| 2002 | ▲1790                        | ▲30 230                                   | ▲2,5 %              | ▲1,3 %                         | ▲5,2 %                    | ▲34,5 %                                   |
| 2003 | ▲1890                        | ▲31 650                                   | ▲3,3 %              | ▲1,4 %                         | ▼5,0 %                    | ▲35,7 %                                   |
| 2004 | ▲1990                        | ▲33 130                                   | ▲2,4 %              | ▲1,3 %                         | ▼4,8 %                    | ▲38,7 %                                   |
| 2005 | ▲2100                        | ▲34 830                                   | ▲3,1 %              | ▲2,1 %                         | ▬4,8 %                    | ▲39,9 %                                   |
| 2006 | ▲2220                        | ▲36 510                                   | ▲2,5 %              | ▲2,3 %                         | ▲5,4 %                    | ▲40,8 %                                   |
| 2007 | ▲2340                        | ▲38 180                                   | ▲2,4 %              | ▲2,3 %                         | ▬5,4 %                    | ▲41,9 %                                   |
| 2008 | ▲2380                        | ▲38 500                                   | ▼−0,5 %             | ▲3,6 %                         | ▲5,7 %                    | ▲49,9 %                                   |
| 2009 | ▼2280                        | ▼36 690                                   | ▼−4,2 %             | ▲2,2 %                         | ▲7,6 %                    | ▲64,1 %                                   |
| 2010 | ▲2360                        | ▲37 660                                   | ▲1,7 %              | ▲3,3 %                         | ▲7,9 %                    | ▲75,6 %                                   |
| 2011 | ▲2440                        | ▲38 550                                   | ▲1,5 %              | ▲4,5 %                         | ▲8,1 %                    | ▲81,3 %                                   |
| 2012 | ▲2520                        | ▲39 600                                   | ▲1,5 %              | ▲2,8 %                         | ▼8,0 %                    | ▲84,5 %                                   |
| 2013 | ▲2610                        | ▲40 740                                   | ▲2,1 %              | ▲2,6 %                         | ▼7,6 %                    | ▲85,6 %                                   |
| 2014 | ▲2740                        | ▲42 450                                   | ▲3,1 %              | ▲1,5 %                         | ▼6,2 %                    | ▲87,4 %                                   |
| 2015 | ▲2830                        | ▲43 450                                   | ▲2,3 %              | ▬0,0 %                         | ▼5,4 %                    | ▲87,9 %                                   |
| 2016 | ▲2910                        | ▲44 340                                   | ▲1,9 %              | ▲0,7 %                         | ▼4,9 %                    | ▼87,8 %                                   |
| 2017 | ▲3040                        | ▲46 060                                   | ▲2,7 %              | ▲2,7 %                         | ▼4,4 %                    | ▼86,7 %                                   |
| 2018 | ▲3130                        | ▲47 110                                   | ▲1,4 %              | ▲2,5 %                         | ▼4,1 %                    | ▼86,3 %                                   |
| 2019 | ▲3340                        | ▲49 940                                   | ▲1,6 %              | ▲1,8 %                         | ▼3,8 %                    | ▼85,7 %                                   |
| 2020 | ▼3220                        | ▼47 990                                   | ▼−10,3 %            | ▲0,9 %                         | ▲4,6 %                    | ▲105,8 %                                  |
| 2021 | ▲3540                        | ▲52 670                                   | ▲8,6 %              | ▲2,6 %                         | ▼4,5 %                    | ▼105,1 %                                  |
| 2022 | ▲3980                        | ▲58 880                                   | ▼4,8 %              | ▲9,1 %                         | ▼3,8 %                    | ▼99,6 %                                   |
| 2023 | ▲4140                        | ▲60 440                                   | ▼0,4 %              | ▼7,3 %                         | ▲4,1 %                    | ▲100,4 %                                  |
| 2024 | ▲4290                        | ▲61 920                                   | ▲1,1 %              | ▼2,5 %                         | ▼4,3 %                    | ▲101,2 %                                  |

## История
Средневековье: Экономика Англии (1066—1509)
Промышленная революция и создание Британской империи сделали Великобританию ведущей страной в мире по промышленному производству в XIX веке. В первой половине XIX века наибольшее значение имела текстильная промышленность, в первую очередь производство изделий из хлопка. В 1840-х годах началось развитие железных дорог, сначала в самой Великобритании, затем в регионах Британской империи, что вызвало быстрый рост сталелитейной промышленности; также в это время развивалось судостроение и появился телеграф. Британский экспорт вырос с 25 млн фунтов в 1809 году до 125 млн в 1849. В 1851 году в Лондоне состоялась Всемирная выставка, продемонстрировавшая доминирование Великобритании в промышленности и международной торговле. Однако период процветания привёл к росту населения (с 9 млн в 1801 году до 36 млн в 1911) и ещё более быстрому росту потребления, в то время как экономики США и Германии начали сокращать отставание от британской. В 1870-х годах рост экономики Великобритании значительно замедлился и в основном обеспечивался усилением эксплуатации колоний.

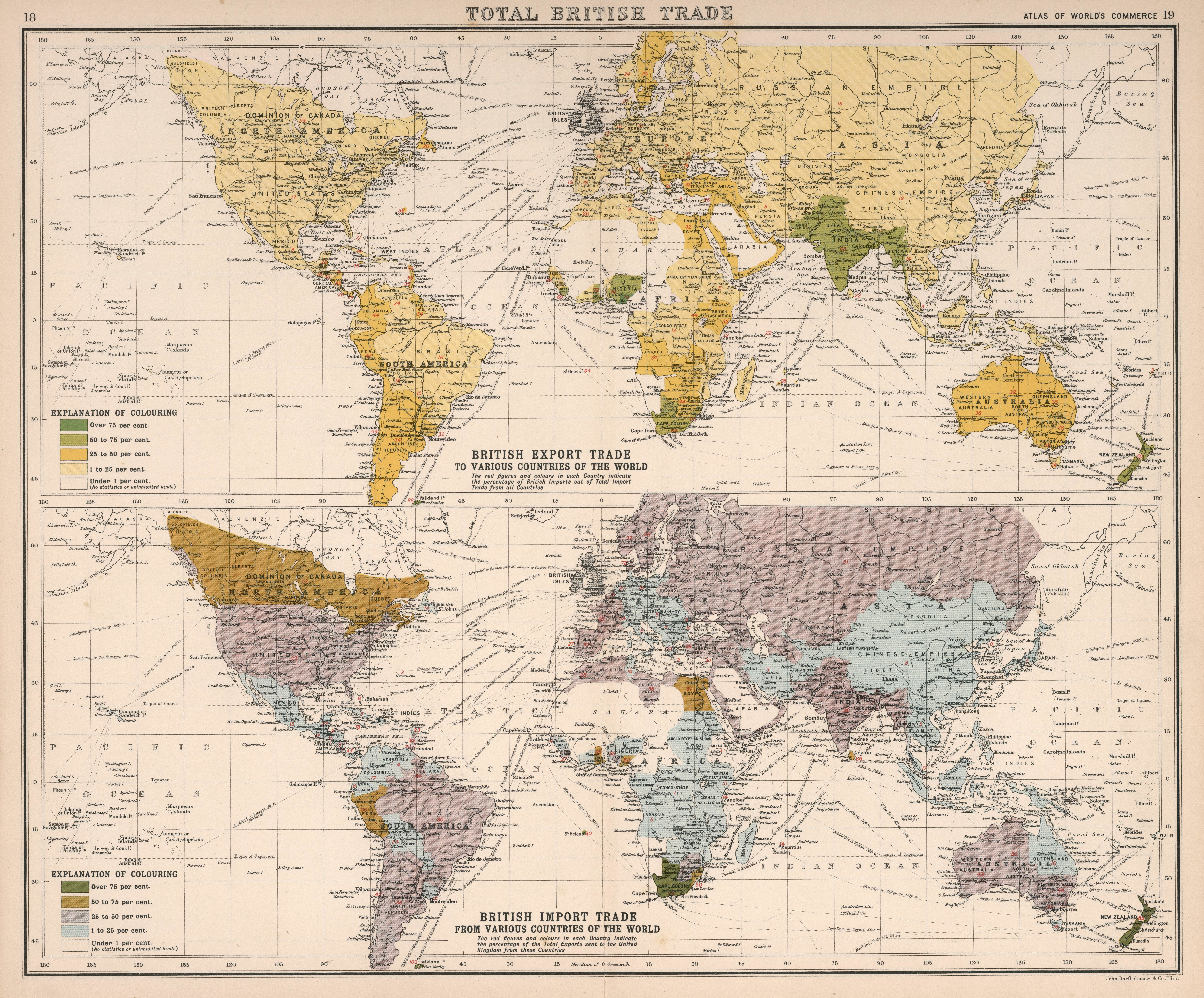
Карта британского экспорта и импорта, 1907 г.

К началу XX века Великобритания уже не могла в одиночку удерживать свою колониальную систему, что привело к созданию военного союза с Францией и Россией против Германии и участию в Первой мировой войне. Хотя Британия и вышла из войны победительницей, военные расходы ещё больше ослабили её позиции. Если в США 1920-е годы были периодом бурного роста, в Великобритании они были отмечены высоким уровнем безработицы, стагнацией, дефляцией и ростом государственного долга. 4 мая 1926 года в стране началась общенациональная забастовка в которой участвовали почти два миллиона человек; бастовали железнодорожники, работники типографий, портовые служащие и грузчики, судостроители, металлурги и шахтёры (из-за которых и началась эта акция протеста — они боролись против владельцев шахт, которые решили сократить заработную плату и увеличить рабочее время). Поскольку экономика Великобритании зависела от международной торговли, она в полной мере ощутила на себе Великую депрессию, которая в начале 1930-х годов увеличила проблемы 1920-х. В 1931 году Великобритании пришлось отказаться от золотого стандарта. К концу 1930-х годов наблюдался значительный рост производства и падение безработицы благодаря милитаризации экономики в рамках подготовки ко Второй мировой войне.

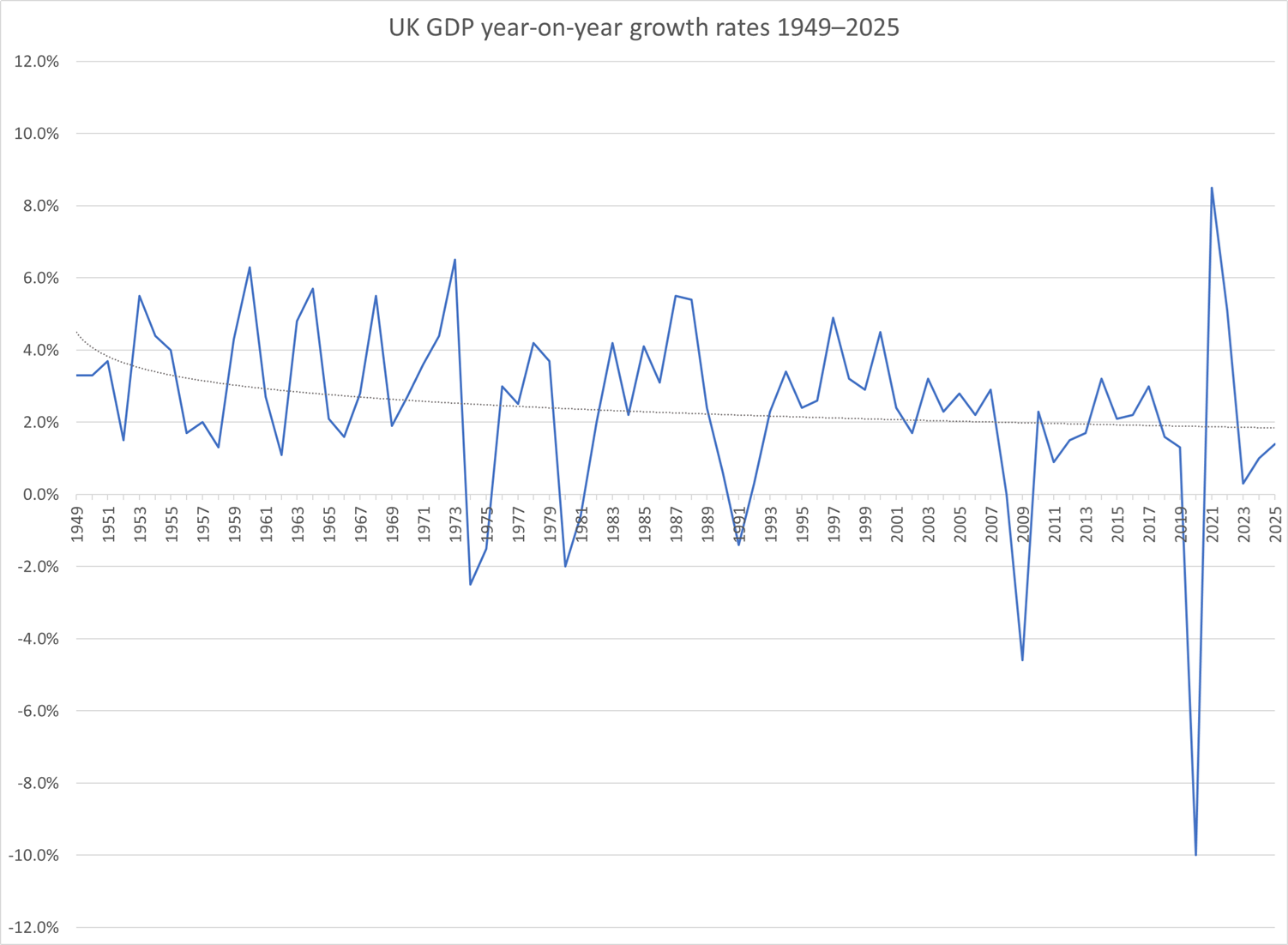
Рост ВВП Великобритании с 1949 по 2020 год

По состоянию на конец Второй мировой войны государственный долг Великобритании составлял 200 % от ВВП; рационирование было отменено только в 1954 году. С независимости Индии в 1947 году начался распад Британской империи. С конца 1950-х годов уровень жизни британцев начал значительно повышаться, экономический рост значительно отставал от Германии, Японии и США. Хотя по плану Маршалла Великобритания получила наибольшую долю, в отличие от Германии и Франции эти средства были потрачены не на развитие промышленности, а на укрепление вооружённых сил и попытки создать общества всеобщего благоденствия (была создана национальная система здравоохранения, задекларирована полная занятость трудовых ресурсов и т. д.). Росту конкурентоспособности способствовало вступление в Европейское сообщество в 1973 году. Однако в последующие годы начался глубокий экономический кризис, вызванный, в частности, нефтяным кризисом 1973 года; он сопровождался высоким уровнем безработицы, многочисленными забастовками, ростом долга и инфляцией; главными событиями этого периода были кризис платёжного баланса 1976 года, когда стране понадобился кредит МВФ в 2,3 млрд фунтов, и «зима недовольства» 1978/79 годов (серия забостовок в различных отраслях); в 1975 году началась добыча нефти в Северном море.
В 1980-е годы под руководством Маргарет Тэтчер были проведены существенные преобразования в экономике: были снижены налоги и сокращены социальные выплаты; началась приватизация государственных компаний в таких сферах, как коммунальное хозяйство, транспорт и телекоммуникации; был дерегулирован финансовый сектор, что способствовало его быстрому росту. Из-за высокого уровня безработицы и упадка в промышленности роль профсоюзов резко сократилась. В 1985 году была заключена крупная сделка с Саудовской Аравией на поставки военных самолётов в обмен на нефть (Al-Yamamah arms deal); за 20 лет она принесла более 40 млрд фунтов. Эти меры вызвали непродолжительный рост в экономике в середине 1980-х годов, но не решили проблем, и 1990-е годы начались с нового кризиса, пиком которого стала «чёрная среда» 1992 года, когда произошла резкая девальвация фунта стерлигов и Великобритания была вынуждена выйти из Европейской валютной системы. Кризис сопровождался увеличением процентной ставки, что привело к обвалу на рынке недвижимости, поскольку многие покупатели жилья не имели возможности платить рекордно высокие проценты по ипотечным кредитам. В надежде сделать финансовую политику более гибкой и устойчивой к кризисами, Банк Англии в 1997 году был сделан независимой публичной организацией. К концу 1990-х годов удалось достичь снижения инфляция и безработицы, экономического роста и даже профицитного бюджета.
Период стабильности продолжился и в начале 2000-х годов с небольшим спадом в начале десятилетия, вызванным крахом доткомов и терактами 11 сентября 2001 года. Это был период низких процентных ставок и доступности ипотечных кредитов, быстро развивался рынок различных финансовых инструментов, в том числе обеспеченных ипотечными кредитами. Небольшое повышение учётной ставки ФРС США вызвало волну дефолтов по кредитам на недвижимость и спровоцировало крупнейший финансовый кризис со времён Великой депрессии. Статус международного финансового центра сыграл против Великобритании, экономика страны сильно пострадала от этого кризиса. Специализировавшиеся на ипотеке банки Northern Rock и Bradford & Bingley обанкротились, Royal Bank of Scotland Group, перед кризисом один из крупнейших банков мира, был национализирован, крупные пакеты акций были куплены правительством страны и в других крупных банках, таких как Lloyds Banking Group; для проведения этих операций было проведено количественное смягчение на десятки миллиардов фунтов. В последующие годы правительство избрало политику балансирования бюджета путём сокращения расходов. В целом последствия кризиса удалось преодолеть к 2013 году, однако уровень промышленного производства остался значительно ниже докризисного уровня, значительно вырос дефицит платёжного баланса.
В 2016 году был проведён референдум о выходе Великобритании из Европейского союза, выход был поддержан большинством голосов и состоялся 31 января 2020 года.

## Сельское хозяйство
Сельское хозяйство Великобритании является одним из самых продуктивных и механизированных в мире. В стране насчитывается 216 тыс. фермерских хозяйств, из них 108 тыс. — площадью менее 20 га и 41 тыс. — площадью более 100 га. Почти половина хозяйств находятся в Англии (105 тыс.), далее следуют Шотландия (48 тыс.), Уэльс (37 тыс.) и Северная Ирландия (26 тыс.). В отрасли занято около 2 % трудовых ресурсов: 467 тыс. фермеров и 167 тыс. наёмных рабочих; более трети фермеров старше 65 лет. Средняя прибыль фермерского хозяйства в 2021 году составила 46,5 тыс. фунтов, но 16 % хозяйств были убыточными. На субсидии фермерам ежегодно выделяется более 3 млрд фунтов стерлингов.
Общая площадь сельскохозяйственных угодий — 17,2 млн га, что составляет около 71 % территории страны, в том числе 45 % занимают пастбища, 25 % — пахотные земли; леса сохранились на 12 % территории Великобритании.
По состоянию на 2021 год площадь, занятая посевами злаков, составляла 3,2 млн га, масличными культурами — 352 тыс. га. Основными злаками являются пшеница (собрано 14 млн тонн в 2021 году) и ячмень (6,9 млн тонн), основная масличная культура — рапс (981 тыс. тонн), основная техническая культура — сахарная свёкла (7,4 млн тонн). Оборот растениеводства в 2021 году составил 11 млрд фунтов.
На фермах Великобритании было 9,6 млн голов крупного рогатого скота (из них 1,9 млн молочных коров), 33 млн овец и 5,3 млн свиней. Оборот животноводства в 2021 году составил 16,3 млрд фунтов, в том числе говядина — 3,3 млрд фунтов, свинина — 1,4 млрд фунтов, баранина — 1,5 млрд фунтов, мясо птицы — 2,9 млрд фунтов, молочные продукты — 4,8 млрд фунтов, яйца — 0,8 млрд фунтов.
Несмотря на островное положение Великобритании, рыбный промысел имеет небольшое значение, обеспечивая лишь половину потребления рыбы и морепродуктов в стране. Развито разведение форели и лосося в эстуариях рек.
Импорт продовольствия более чем вдвое превышает экспорт, 45,9 млрд фунтов против 20,2 млрд фунтов. Основными направлениями экспорта являются Ирландия (3,1 млрд фунтов, Франция (2,3 млрд фунтов), США (2,0 млрд фунтов), Нидерланды (1,6 млрд фунтов). Ввозится продовольствие в основном из Нидерландов (4,6 млрд фунтов), Франции (4,1 млрд фунтов), Ирландии (3,9 млрд фунтов), Испании (3,3 млрд фунтов), а также Германии, Италии, Бельгии, Польши, США и Дании. Основной экспортный товар — виски (4,6 млрд фунтов), а наибольшую долю в импорте имеют свежие фрукты и овощи (6,1 млрд фунтов), вино (3,5 млрд фунтов), сыры, пшеница, курятина и говядина.

## Добыча полезных ископаемых
По состоянию на 2020 год в Великобритании было около 2 тыс. предприятий по добыче полезных ископаемых (шахт, карьеров, нефтегазовых вышек).
Стоимость добытого минерального сырья в 2018 году составила 31,5 млрд фунтов, из них 21,3 млрд пришлось на нефть и газовый конденсат, 6,9 млрд — на природный газ, 2,2 млрд — на наполнители (гравий, щебень, песок), 0,5 млрд — на промышленные минералы, 0,2 млн — на уголь, 32 млн — руды металлов.
Более 20 % внешней торговли Великобритании приходится на минеральное сырьё, импорт существенно превышает экспорт (в 2021 году 104,3 млрд фунтов и 70,2 млрд фунтов соответственно).
Великобритания считается вторым в мире экспортёром каолина (белой глины, из которой делают фарфор); также в крупных масштабах добывают и другие виды глины для керамической промышленности.
Добыча руд металлов на Британских островах ведётся уже по крайней мере 4 тыс. лет, и их запасы практически исчерпаны. В небольших количествах добываются олово, вольфрам, свинец, серебро и золото.
Разработка железной руды велась в сравнительно узком поясе, который начинается у города Сканторпа в Йоркшире на севере и тянется через весь Восточный Мидленд до города Банбери на юге. Руда здесь низкого качества, кремнезёмистая и содержит всего 33 % металла. Потребность в железной руде покрывается за счёт импорта из Канады, Либерии и Мавритании, а также переработки металлолома.
В стране есть значительные запасы угля. Пик добычи угля пришёлся на 1913 год, когда около 1 млн шахтёров добыли 300 млн тонн угля; с тех пор значение отрасли неуклонно снижалось. Известняки имеются на Британских островах почти везде.

### Нефтегазовая промышленность

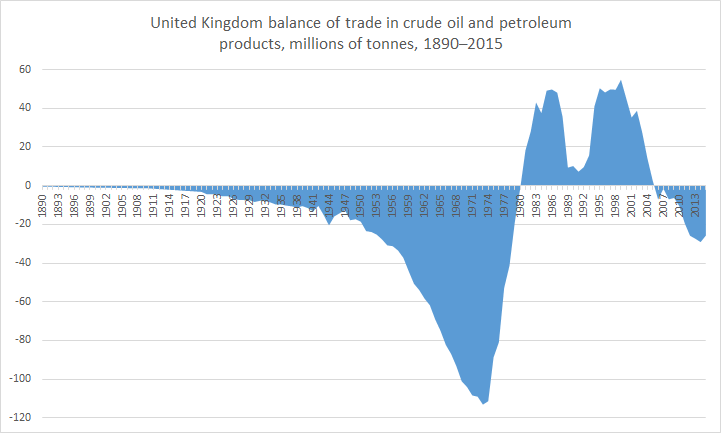
Баланс внешней торговли Великобритании нефтью и нефтепродуктами с 1890 по 2015 год (млн т)

Месторождения нефти и газа в Северном море

В британском секторе Северного моря известно 133 месторождения нефти с разведанными запасами 2 млрд т и извлекаемыми — 0,7 млрд т, что составляет около 1/3 запасов шельфа. Добыча нефти в Северном море ведётся с 1975 года на полусотне месторождений, из которых крупнейшие — Брент, Фортис. В 2003 г. она составила 106 млн т, из них свыше половины пошло на экспорт — главным образом в США, Германию, Нидерланды.
Большая часть нефти и газа добывается восточнее Шотландии практически в центре Северного моря, поэтому большинство предприятий нефтегазовой отрасли Великобритании сконцентрированы на севере страны, в основном вблизи Абердина. Крупнейшее в Европе континентальное месторождение нефти (по оценкам, в 500 млн баррелей) Витч-Фарм расположено в Дорсете.
По системе трубопроводов и танкерами нефть из месторождений Северного моря и Северной Атлантики поступает в нефтяной терминал «Саллом-Во», где загружается в танкеры для дальнейшей транспортировки.
Великобритания занимает 30-е место в мире по запасам нефти (2,5 млрд баррелей по оценке на 2021 год), 23-е по добыче (888 тыс. баррелей в день в 2022 году), 18-е по экспорту нефти (818 тыс. баррелей в день в 2018 году) и 18-е по импорту нефти (892 тыс. баррелей в день в 2018 году). Большой объём экспорта и импорта нефти объясняется преобладанием лёгких фракций в североморской нефти и технологическими особенностями британских НПЗ, рассчитанных на более тяжёлую нефть. По производству нефтепродуктов Великобритания занимает 16-е место в мире (1,3 млн баррелей в день), но потребление составляет 1,6 млн баррелей, поэтому импорт нефтепродуктов превышает экспорт. В стране действует 9 НПЗ с общей мощностью около 90 млн т в год (в 1999 г. закрылся НПЗ компании Shell в Шелл-Хейвене мощностью 4,3 млн т в год). Они расположены в устье Темзы, в Фоли близ Саутгемптона, в южном Уэльсе, у Манчестерского канала, в Тиссайде, Хамберсайде и в Шотландии (Грейнджмуте).
В британской зоне Северного моря обнаружено более 80 газовых месторождений с разведанными запасами 2 трлн м³ и извлекаемыми — 0,8 трлн м³. Добыча газа на них началась в середине 1960-х годов, сейчас эксплуатируется 37 месторождений, 50 % добычи дают 7, среди них — Леман-Бенк, Брент, Моркэм. Объём добычи за 1990—2003 годы возрос до 103 млрд м³. По проложенному на дне Северного моря газопроводу газ достигает восточного побережья острова Великобритания в районе Исингтона и Йоркшире.
По состоянию на 2021 год добыча природного газа составляла 32 млрд м³ в год, что намного ниже потребления — 75,7 млрд м³, поэтому Великобритания является довольно крупным импортёром природного газа. Доказанные запасы оценивались в 181 млрд м³
Крупнейшими нефтегазовыми компаниями страны являются British Petroleum и Shell.

## Промышленность
В структуре обрабатывающей промышленности наибольший удельный вес имеют бумажная и полиграфическая промышленность (13,9 %), пищевая и табачная (13,8 %). Ведущей компанией табачной промышленности Великобритании является British American Tobacco.
Центром гончарного производства является город Сток-он-Трент.

### Химическая промышленность
В химической промышленности Великобритании занято 230 тыс. человек, на неё приходится 2 % ВВП и 10 % промышленного производства; около 30 % продукции экспортируется, преимущественно в страны Евросоюза. Предприятия отрасли в основном расположены на севере страны (Северо-Западная Англия, Северо-Восточная Англия, Шотландия и Йоркшир и Хамбер) из-за близости к нефтегазовому сырью. Наибольшее значение имеют нефтепереработка и нефтехимия, производство лакокрасочной продукции и фармацевтика, в меньшей степени производство удобрений.
Крупнейшими британскими химическими компаниями по размеру выручки являются Ineos, LyondellBasell и Linde, однако большинство их предприятий находятся в других странах. Компания Johnson Matthey специализируется на производстве катализаторов из металлов платиновой группы. Unilever является крупным производителем косметики и бытовой химии.
Фармацевтическая промышленность Великобритании представлена в первую очередь компаниями GlaxoSmithKline и AstraZeneca.

### Металлургическая промышленность
В прошлом большое значение имела чёрная металлургия. Необходимо отметить, что металлургия Великобритании развивалась в благоприятных условиях: страна богата углём, железную руду часто содержали сами угольные пласты, либо она добывалась поблизости; третий компонент, необходимый для металлургии — известняки имеются на Британских островах почти везде. Угольные бассейны, вблизи которых развивались металлургические центры, расположены сравнительно недалеко друг от друга и от крупнейших морских портов страны, что облегчает доставку из других районов страны и из зарубежных стран недостающего сырья и вывоз готовой продукции.
К началу 1970-х годов объём производства стали составлял около 30 млн т, в дальнейшем, с введением квот на чёрные металлы в ЕС, он сократился более чем в 2 раза — до 13,5 млн т в 2001 году.
Во второй половине 1980-х годов в отрасли была проведена техническая модернизация, и в настоящее время[когда?] 89 % стали выплавляется кислородно-конвертерным способом, остальное — электротермическим.
Сохранилось 4 металлургических района, из которых лишь один находится в центре страны (Шеффилд-Ротерем с его специализацией на качественной стали и электростали), остальные — на побережье в портах (в Южном Уэльсе — Порт-Толбот, Лланверн, в Хамберсай-де — Сканторп, в Тиссайде — Редкар).
Британская сталелитейная отрасль представлена компаниями
«Бритиш стил» (входит в индийскую группу Tata Steel), 
Liberty Steel Group,
Rainham Steel,
CELSA Group (филиал испанской группы),
AJN Steelstock,
Elland Steel Structures,
The Alternative Steel Company,
Abram Pulman & Sons,
Steelo.
В сталеплавильной индустрии Великобритании всё больше используется в качестве сырья металлолом, поэтому современные сталеплавильные заводы обычно «привязаны» к основным промышленным центрам как к источникам сырья и рынкам сбыта готовой продукции.
По итогам 2020 года производство стали в Великобритании составило 7 млн т, что является наиболее слабым показателем за всю историю британской сталелитейной промышленности. 

В 2021 году увеличение выплавки составило ~5 % (при этом, осенью производство стали на некоторых сталелитейных заводах в стране было приостановлено из-за высоких расходов на электроэнергию). 

В 2022 году Великобритания заняла 28-е место в мире по выплавке стали (6,0 млн т). В отрасли занято 39 тыс. рабочих (в 1971 году — 320 тыс.); в 2021 году 3,9 млн т стали было экспортировано, а 6,2 млн т — импортировано.
Цветная металлургия представлена переработкой металлолома. Великобритания — важный центр международной торговли металлами.

### Машиностроение
Одним из мировых лидеров по производству строительной техники является компания JCB, насчитывающая более 10 тысяч сотрудников и 11 заводов в Великобритании. Каждый второй экскаватор-погрузчик в мире, каждый третий телескопический погрузчик произведён на заводах JCB.

#### Автомобильная промышленность
По состоянию на 2022 год Великобритания занимала 17-е место в мире и 6-е в Европе по количеству выпущенных автомобилей, здесь работало 25 автопроизводителей, за год было выпущено 775 тыс. легковых автомобилей и 102 тыс. грузовиков и автобусов, а также 1,51 млн двигателей. Максимум производства (2 млн машин за год) был достигнут в 1972 году, с тех пор объём выпуска довольно стабильно сокращался, на британский рынок вышли иностранные производители, либо открыв свои заводы, либо купив британскую компанию. Крупнейшими производителями легковых машин в Великобритании являются Nissan, Jaguar Land Rover, Mini, Toyota, Bentley, Vauxhall Motors, коммерческих автомобилей — Stellantis (грузовики), Leyland Trucks (грузовики), London Electric Vehicle Company (такси), Dennis Eagle (мусоровозы), Alexander Dennis (автобусы). На электромобили приходится около 10 % производства, на гибридные машины — 21 %; это невысокие показатели по сравнению с ведущими странами, поскольку Великобритания сильно отстаёт в производстве аккумуляторных батарей.
Экспорт легковых автомобилей составил 607 тыс., из них более половины — в страны Евросоюза, 13 % — в США, 9 % — в Китай. Импорт превышает экспорт; экспортируются в основном дорогие спортивные машины, а импортируются автомобили массового производства (японские, немецкие, американские).
В Великобритании зарегистрировано более 40 млн транспортных средств, из них 35,1 млн легковых автомобилей, 4,9 млн лёгких грузовиков, 616 тыс. тяжёлых грузовиков и 73 тыс. автобусов; рост числа автомобилей за период с 2010 по 2019 год составил менее 10 %. На вторичном рынке продаётся около 8 млн автомобилей в год, средний возраст машины на британских дорогах составляет 8 лет.
Первым крупным районом автомобилестроения на Британских островах стал Западный Мидленд с центром в Бирмингеме. Вторым районом автомобилестроения стал юго-восток Англии (с центрами в Оксфорде, Лутоне и Дагенеме), где имелись в избытке рабочие руки.

#### Аэрокосмическая промышленность
Аэрокосмическая отрасль Великобритании — вторая крупнейшая в мире после США. В основном она ориентирована на экспорт, основная продукция — военные самолёты, авиадвигатели, небольшие самолёты, вертолёты, космические аппараты. Крупнейшей компанией отрасли является BAE Systems, комплектующие производят компании Cobham, GKN, Meggitt. Вертолёты производятся компанией Westland Helicopters, а малые самолёты — Britten-Norman. Почти всё производство авиамоторов в стране сосредоточено в руках компании Rolls-Royce plc, которая имеет заводы в Дерби, Бристоле, Ковентри, а также в Шотландии. Широко развита кооперация с западноевропейскими и американскими компаниями в производстве гражданской и военной техники, в частности с Airbus Group (производство крыльев к авиалайнерам), Boeing, Leonardo, General Electric, Lockheed Martin, MBDA, Safran, Spirit AeroSystems и Thales Group.
Оборот космической отрасли страны оценивается в 22 млрд долларов, основная специализация — малые и нано-спутники (около 40 % таких спутников были произведены в Великобритании). Центром отрасли является космический кластер Харуэлл (Harwell Space Cluster).

### Электротехника и электроника
Электротехника относится к растущим и развивающимся производствам, она занимает второе место среди отраслей обрабатывающей промышленности по числу занятых. Господствуют в электротехнике несколько очень крупных компаний: General Electric Company, English Electric и Associated Electrical Industries. По-прежнему достаточно сильны позиции Великобритании в производстве турбин и электродвигателей.
На отрасль электроники по состоянию на 2018 год приходилось около 5 % промышленного производства, после 20 лет стагнации она с 2017 года начала демонстрировать рост. Более половины оборота отрасли приходится на измерительную и навигационную аппаратуру, также значительна роль предприятий Великобритании в производстве электронных компонентов. Около половины продаваемой в стране электроники импортируется, а экспортируется четверть продукции. В 2018 году только из Китая было ввезено мобильных телефонов на 1 млрд фунтов стерлингов.
Британские фирмы преимущественно занимаются разработкой оборудования, которое затем собирается в странах Азии. Среди таких бесфабричных компаний ARM, разработчик процессоров. Имеются компании, занимающиеся производством потребительской электроники, например производитель акустических систем Bowers & Wilkins. Более 90 % компаний отрасли — небольшие, менее 50 сотрудников.

### Лёгкая промышленность
Текстильная промышленность Великобритании была основой экономики в XVIII и XIX веках и достигла максимума производства в 1912 году. В период с 1918 по 1939 год в стране закрылось 800 фабрик, 350 тыс. рабочих потеряли работу. С 1950-х годов Великобритания стала импортёром хлопка и текстильной продукции, а к 1980-м годах отрасль практически прекратила существование, хотя отдельные предприятия продолжают работать и в начале XXI века наблюдался рост производства.
В отрасли работает 500 тыс. человек, но более 400 тыс. из них в розничной торговле одеждой. Импорт намного превышает экспорт (20 млрд и 9 млрд фунтов соответственно); британский текстиль вывозится в европейские страны и США, а вводится из Китая (21 %), Бангладеш (11 %), Турции (7 %), Италии (6 %) и Индии (6 %). Из британских домов моды наиболее известны Alexander McQueen, Marks & Spencer, Burberry и другие.

#### Пищевая промышленность
Годовой оборот пищевой промышленности составляет около 150 млрд фунтов, в ней занято 13 % трудовых ресурсов. Из этой суммы на сельское хозяйство и рыбный промысел приходится 10 %, переработку и производство продуктов питания — 25 %, оптовую торговлю — 11 %, розничную торговлю — 31 %, ресторанный бизнес — 23 %.
Крупнейшими компаниями по производству продовольствия и безалкогольных напитков являются Associated British Foods, Hilton Food Group, Boparan Holdings, Arla Foods, Coca-Cola Europacific Partners, Unilever, Cranswick, Muller UK & Ireland Group, Mondelēz International, Bakkavör, Nestlé, Princes Group.
Внутреннее производство обеспечивает лишь 58 % потребления, остальное импортируется из Евросоюза (23 %), остальной Европы (3 %), Африки (5 %), Северной Америки и Азии (по 4 %), Южной Америки (3 %), Австралии (1 %).
В розничной торговле продуктами питания доминируют крупные сети супермаркетов, на четвёрку крупнейших (Tesco, Sainsbury's, Asda и Aldi) приходится 65 % продаж.
По состоянию на 2014 год оборот отрасли спиртных напитков в Великобритании оценивался в 46 млрд фунтов (2,5 % ВВП), из них половина приходилась на производство, а вторая половина — на торговлю. Основными категориями продукции были пиво (40 %), высокоградусные напитки (39 %), вино (13 %) и сидр (8 %). Производство крепких спиртных напитков (шотландский виски, джин и др.) ориентировано в первую очередь на экспорт, другие напитки — на внутренний рынок. Крупнейшим в мире производителем крепких спиртных напитков является базирующаяся в Лондоне компания Diageo; занимающая второе место французская Pernod Ricard также имеет значительное присутствие на Британских островах. В пивоварении доминируют филиалы международных пивоваренных групп: Anheuser-Busch InBev (30 % рынка), Heineken (12 %), China Resources Beer Holdings (6 %), Carlsberg (6 %) и другие. По состоянию на 2018 год лицензию на продажу спиртного в Великобритании имели 133 тыс. заведений.

### Военно-промышленный комплекс
Основой отрасли является BAE Systems, один из крупнейших в мире производителей военных самолётов, также выпускает ракетные комплексы, ракеты, подводные лодки и военные суда, предоставляет услуги по обслуживанию военной техники. Около трети выручки Rolls-Royce приходится на двигатели для военных самолётов. Также среди крупных производителей военной техники Babcock International.
Великобритания является вторым крупнейшим экспортёром вооружений в мире после США. Около 80 % экспорта приходится на Ближний Восток (Саудовскую Аравию, ОАЭ, Катар и другие страны).

## Строительство
Оборот строительства в Великобритании в 2022 году составил 181 млрд фунтов, в том числе новая жилая недвижимость — 46 млрд фунтов (из них 41 млрд — частная), инфрастуктурные объекты — 28 млрд фунтов, новая коммерческая недвижимость — 22 млрд фунтов, промышленные объекты — 7 млрд фунтов, ремонт и обслуживание — 70 млрд фунтов. В целом отрасль находится в стагнации, рост по сравнению с 1997 годом составил всего 42 % (с 127 млрд фунтов) и пришёлся в основном на жилую недвижимость, в то время как строительство коммерческой и промышленной недвижимости сократилось.

## Энергетика
Производство первичной энергии в Великобритании в 2019 г. — 121,4 млн тонн нефтяного эквивалента (toe), что составляет 16 % от общего объёма производства первичной энергии в EU-28. В то же время, страна является нетто-импортёром. 
Особенностями электроэнергетического сектора Великобритании являются постепенное сокращение производства и потребления электроэнергии и значительная доля возобновляемых источников, в основном ветряных электростанций и тепловых электростанций на биомассе. В то же время, обладая одним из крупнейших электроэнергетических комплексов в Европе, Великобритания является нетто-импортёром электроэнергии (из Франции, Бельгии, Нидерландов и Норвегии).
В 2021 году производство электроэнергии в стране составило 308,7 млрд кВт-ч, в том числе ТЭС на ископаемом топливе — 43 % (природный газ — 40 %, уголь — 3 %), возобновляемые источники — 40 % (ВЭС — 21 %), АЭС — 15 %, импорт — 24,6 млрд кВт-ч. Основными потребителями являются домохозяйства (33 %), промышленность (25 %), коммерческие организации (20 %), транспорт (2 %); потери электроэнергии составляют 8 %.
Оценочные суммарные извлекаемые запасы энергоносителей составили (на декабрь 2015 г.) 1,188 млрд тут (в угольном эквиваленте) или 0,095 % от общемировых (179 стран мира). В структуре запасов преобладает нефть, на которую приходится около 55 % от указанного общего объёма, на природный газ — 28 % и уголь — 17 %.
Потребление конечной (полезной) электроэнергии за период с 1990 по 2019 год выросло всего на 6,1 %, в том числе: транспорт — 3,3 %, сельское хозяйство — 9,4 %, бытовые потребители — около 11 % и наибольший рост отмечается в коммерческом секторе и предприятиях общего пользования — свыше 27 %. В 2019 году, в сравнении с 1990, снижено потребление электроэнергии в промышленности в целом на 9,1 %, в том числе: на 73 % в сталелитейной промышленности, 18 % — химии и нефтехимии и 40 % в машиностроении.
Атомная энергетика
В стране действуют (на 1 января 2021) 8 атомных электростанций с 15 ядерными реакторами. Все атомные электростанции Великобритании принадлежат французской EDF (Électricité de France).
Возобновляемая энергетика
В структуре установленной мощности электростанций идут изменения, заключающиеся главным образом в резком увеличении доли ветряных и солнечных электростанций и широком переходе и использовании парогазовой технологии на основе CCGT (Combined cycle gas turbine), а также вовлечении в топливный баланс электростанций биотоплива, увеличение использования природного газа и сокращение применения угля. В целом это обеспечивает снижение выбросов углекислого газа, однако снижает надёжность энергосистемы страны, поскольку ветряные и солнечные электростанции не постоянны в выдаче электроэнергии; в 2003 и 2019 годах в стране были крупные аварии.
Ключевые энергетические организации:
- Department for Business, Energy & Industrial Strategy[англ.] (BEIS)[58];
- Office of Gas and Electricity Markets[англ.] (OFGEM)[59]

## Телекоммуникации
По развитию стационарной телефонной связи Великобритания занимает 6-е место в мире — в стране 33 млн абонентов, то есть 48 абонентов на 100 жителей. По мобильной связи страна занимает 20-е место — 80 млн абонентов (120 на 100 жителей). Около 97 % населения имеют доступ к сети интернет, из них 40 % — скоростной широкополосный.
В области стационарной телефонной связи доминирует BT Group. Крупнейшими мобильными операторами Великобритании являются O2 (UK) (британский филиал испанской компании Telefónica), EE Limited (филиал BT Group) и Vodafone.

## Масс-медиа и индустрия развлечений
Крупнейшей в мире теле- радиокомпанией является Британская вещательная корпорация («Би-би-си»). Конкуренцию в телевещания ей составляют коммерческие компании ITV, Sky и Телевизионная корпорация 4-го канала. В Великобритании базируется крупнейшая коммерческая радиокомпания Европы Global.
Среди ведущих издателей газет Reach plc, News Corp и DMG Media (вместе они контролируют 90 % рынка национальных газет и значительную часть региональных). В число крупнейших в мире издательств входят британские компании Pearson и RELX, англо-американские группы Penguin Random House и HarperCollins
В производстве кино- и телефильмов и другой видео продукции в Великобритании занято более 16 тыс. компаний и 86 тыс. человек. Главными центрами киноиндустрии являются Лондон (около половины кинопроизводства), а также Манчестер, Бристоль и Глазго. В 2022 году в стране было снято 220 кинофильмов, в сумме расходы на кинопроизводство составили около 2 млрд фунтов. Рекордные кассовые сборы были в 2019 году (10,3 млрд фунтов). Бристольская компания Aardman Animations является одним из мировых лидеров по производству мультфильмов, в том числе полнометражных. Британские компании лидируют в мире по созданию спецэффектов к фильмам и другой видео продукции; крупнейшая на этом рынке — Framestore. Великобритания занимает второе место в мире по экспорту телепрограмм и четвёртое по экспорту кинопродукции.
В музыкальном производстве по состоянию на 2019 год было занято около 200 тыс. человек, оборот отрасли — около 5 млрд фунтов. Продажи музыкальных записей в 2022 году составили 2 млрд фунтов, из них 1,6 млрд — в формате потокового мультимедиа, 280 млн — аудионосители, 45 млн — загрузки. Великобритания занимает второе место в мире после США по экспорту музыки с долей 12 % (экспорт включат продажу носителей, потоковое медиа, зарубежные концерты, лицензирование использования творчества британских авторов).
В 2022 году Великобритания вышла на первое место в мире по обороту азартных игр онлайн — 12,5 млрд долларов, опередив США ($11 млрд) и Австралию ($6,5 млрд). Оборот Национальной лотереи в 2021 году составил 8,4 млрд фунтов, ещё 870 млн фунтов пришлось на другие лотереи. Оборот тотализаторов и букмекерских контор не рассчитывается, однако их прибыль (ставки за вычетом выигрышей) составляет около 1 млрд, примерно столько же у казино. В стране 2,5 тыс. лицензированных операторов азартных игр и около 10 тыс. игорных заведений, три четверти из них приходится на букмекерские конторы, остальное делят залы для игры в бинго и казино.

## Транспорт
Великобритания имеет развитое авиационное сообщение, в стране 460 аэропортов, из них 271 с асфальтированными взлётно-посадочными полосами, а также 9 гелипортов. В Великобритании зарегистрировано 20 авиакомпаний, их парк в сумме составляет 794 самолёта (по данным на 2020 год). Крупнейшей авиакомпанией является British Airways, также работают бюджетные EasyJet, Jet2.com, Virgin Atlantic, региональные (Loganair и др.), и крупнейшая в мире чартерная авиакомпания TUI Airways.
Протяжённость железных дорог составляет 16,4 тыс. км, из них 6,2 тыс. км электрифицировано. После приватизации в 1997 году государственной железнодорожной монополии British Rail перевозками занимаются частные компании, около 20 из них объединены в ассоциацию National Rail. Протяжённость автомобильных дорог — 394 тыс. км, из них скоростных шоссе — 3,5 тыс. км.
По размеру торгового флота Великобритания занимает 23-е место в мире, под британским флагом ходит 1174 судна, из них 133 балкера, 58 контейнеровозов, 73 танкера. Крупнейшие порты по грузообороту в 2021 году: Филикстоу (3,70 млн TEU), Лондон (3,11 млн TEU), Саутгемптон (1,87 млн TEU).

## Финансовая система

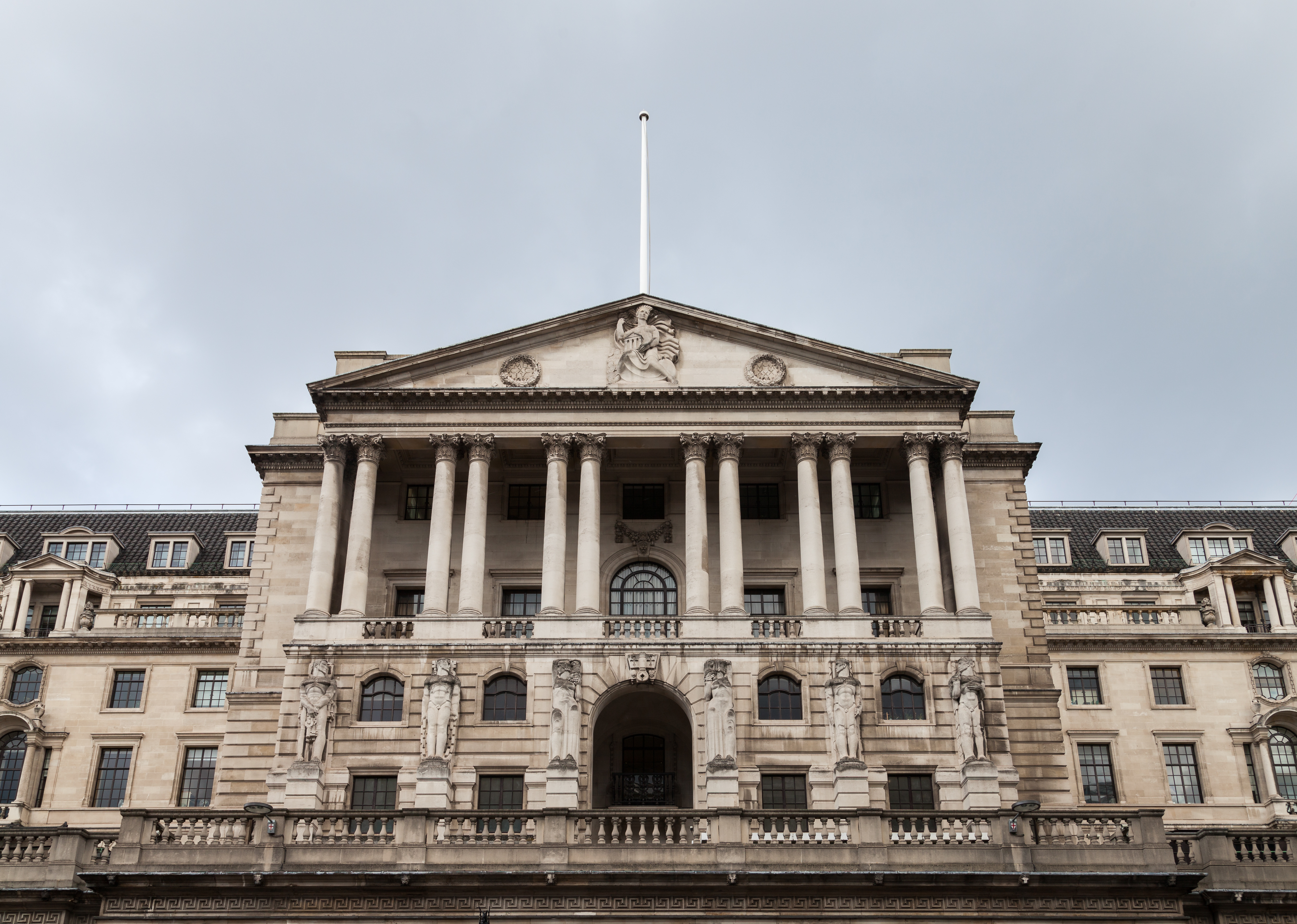
Банк Англии

Функции центрального банка Великобритании выполняет Банк Англии.
В 2021 году суммарные активы банков страны составляли 16,73 трлн долларов, уступая банковским системам КНР и США. Крупнейшим банком Великобритании и всей Европы является HSBC, кроме него в «большую четвёрку» банков страны входят Barclays, Lloyds Banking Group и NatWest Group. По сравнению с другими странами банковская система является весьма открытой, здесь значительную роль играют филиалы иностранных банков (испанский Grupo Santander, американский Citigroup и другие), в то же время базирующийся в Лондоне Standard Chartered вообще не имеет отделений в Великобритании, а ведёт деятельность в Азии и Африке.
Крупнейшими страховыми компаниями Великобритании являются Prudential, Aviva, Legal & General, Bupa, Phoenix Group и Royal London Group. В Лондоне расположен старейший и крупнейший страховой рынок в мире — Lloyd’s of London.
Лондонская фондовая биржа является крупнейшей в Европе и одной из крупнейших в мире, по состоянию на начало июня 2023 года её рыночная капитализация составляла 3,31 трлн долларов. Также она является одной из самых международных, на ней котируются акции 2420 компаний из Европы, 205 — из Северной Америки, 122 из Азии, 57 — из Австралии, 55 — с Ближнего Востока, 39 из Африки, 20 — из Южной Америки.

### Государственные финансы
Золотовалютные резервы Великобритании по состоянию на май 2023 года составляли 204,0 млрд долларов (16-е место в мире).
Бюджет Великобритании как правило дефицитный, за период с 1948 по 2022 год лишь 11 раз доходы правительства превышали расходы. Доходы бюджета на 2023/24 год были запланированы на уровне 1,06 трлн фунтов, в расходы — 1,19 трлн фунтов, таким образом дефицит бюджета составил 130 млрд фунтов или 5 % ВВП. Основными источниками наполнения бюджета являются подоходный налог (440 млрд фунтов), НДС (162 млрд фунтов), корпоративный налог (82 млрд фунтов), муниципальный налог (44 млрд фунтов), налоги на капитал (42 млрд фунтов), коммерческие ставки (30 млрд фунтов), топливный сбор (24 млрд фунтов). Основными статьями расхода являются здравоохранение и социальное обеспечение (176 млрд фунтов), государственные пенсии (124 млрд фунтов), образование (81 млрд фунтов), оборона (32 млрд фунтов), обслуживание государственного долга (94 млрд фунтов), инвестиции (74 млрд фунтов).

### Внешний долг
Внешний долг по состоянию на конец 2022 года составлял 7,30 трлн долл. (238 % ВВП). Из этой суммы на государственный долг приходилось 2,52 трлн фунтов (101 % ВВП).

## Международные экономические отношения

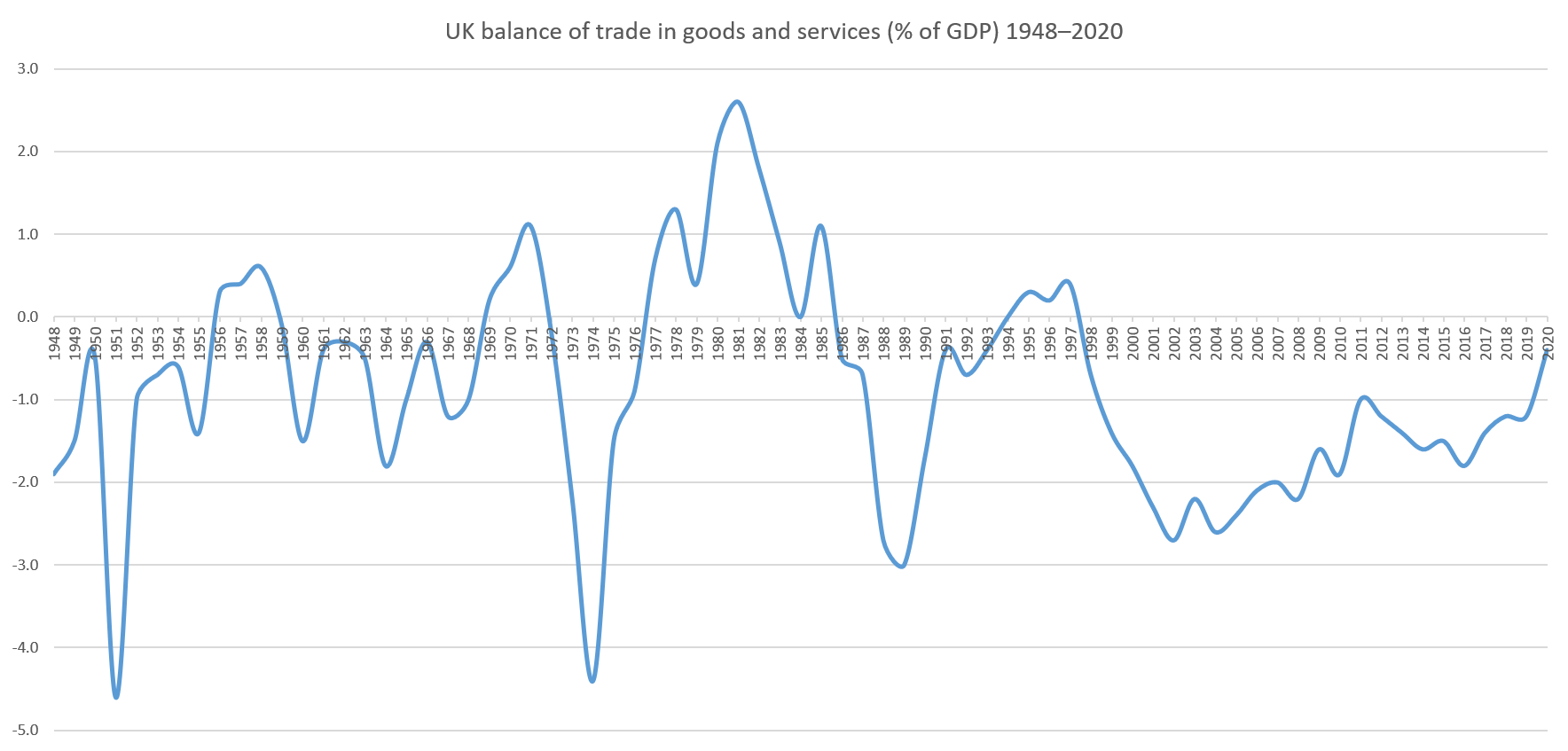
Торговый баланс Великобритании с 1948 по 2020 год

Объём внешней торговли Великобритании в 2022 году составил 1,72 трлн фунтов стерлингов ($2,22 трлн) — экспорт составил 815 млрд фунтов, а импорт — 902 млрд фунтов. В экспорте товары и услуги распределены примерно равными долями (414 млрд и 401 млрд фунтов соответственно), а в импорте преобладают товары (645 млрд фунтов против 257 мдрд).
Великобритания в 2022 году была 7-м крупнейшим экспортёром, основными направлениями экспорта были США (21 %), Германия (6,9 %), Нидерланды (6,8 %), Ирландия (6,7 %), Франция (5,3 %), КНР (4,6 %), Швейцария (4,1 %), Бельгия (3,1 %), Гонконг (2,2 %), Испания (2,2 %). Основные экспортные товары: электрогенераторы (3,6 %), нефть (3,3 %), автомобили (3,1 %), фармацевтика и медицинское оборудование (3,1 %), нефтепродукты (2,1 %), цветные металлы (2,0 %), самолёты (1,3 %), научное оборудование (1,3 %), органические химикаты (1,2 %). Из услуг: финансовые услуги (8,8 % экспорта), туризм (7,1 %), телекоммуникационные и информационные услуги (4,1 %), транспортные услуги (3,5 %).
По объёму импорта страна занимает 6-е место в мире. Товары и услуги поступают в Великобританию в основном из США (12,3 %), Германии (9,1 %), КНР (8,1 %), Нидерландов (7,1 %), Франции (5,7 %), Норвегии (5,2 %), Испании (4,3 %), Бельгии (3,6 %), Италии (3,3 %), Ирландии (3,2 %). Основные ввозимые товары: природный газ (4,9 %), автомобили (3,9 %), нефть (3,6 %), нефтепродукты (3,6 %), фармацевтика и медицинское оборудование (3,3 %), электрогенераторы (2,7 %), телекоммуникационное оборудование (2,4 %), одежда (2,3 %). На туристические услуги для британцев приходится 8,3 % импорта, транспортные услуги — 3,2 %.
Прямые иностранные инвестиции в экономику Великобритании в 2021 году составили 2,0 трлн фунтов ($2,6 трлн, 2-е место в мире), в основном они поступали из США (34 %), Нидерландов (11 %), Джерси (9,6 %), Люксембурга (6,1 %), Франции (5,0 %), Японии (4,6 %), Бельгии (4,4 %), Швейцарии (3,7 %), Бермуд (3,4 %), Канады (2,1 %). По вложениям капитала в экономики других стран страна занимала в 2021 году 5-е место (1,77 трлн фунтов или $2,28 трлн); инвестиции направлялись в США (26 %), Нидерланды (8,8 %), Люксембург (7,2 %), Испанию (5,4 %), Францию (5,2 %), Гонконг (4,4 %), Ирландию (4,0 %), Швейцарию (2,9 %), Джерси (2,5 %), Австралию (2,3 %).

### Российско-британское инвестиционное сотрудничество
Объём российских инвестиций, накопленных в Великобритании по состоянию на 1 января 2007 г., достиг 469 млн долл. США, что менее 0,01 % иностранных инвестиций, поступивших в британскую экономику (прямые инвестиции — 76,3 % (2005 г. — 87,9 %, 2004 г. — 98,7 %); портфельные инвестиции в 2006 г. как и годом ранее — менее 0,1 % (2004 г. — 0,4 %); прочие инвестиции — 23,5 % (2005 г. — 12,1, 2004 г. — 0,9 %).
При этом Великобритания занимает восьмое место среди стран-реципиентов российских инвестиций, уступая Украине, Кипру, Багамским островам, Австрии, Люксембургу, Нидерландам и США.
Великобритания заняла по объёму текущих иностранных инвестиций в Россию среди стран-инвесторов второе место (по итогам 2006 года; 2005 г. — третье место; данные Росстата), вложив в экономику России 7,0 млрд долл. (12,7 % от общего объёма текущих иностранных инвестиций в экономику России). 

По размерам накопленных иностранных инвестиций в российской экономике Великобритания занимает пятое место. По состоянию на 31 декабря 2006 г. их объём составил 11,8 млрд долл., в том числе прямые накопленные инвестиции — 2,9 млрд долл.
В отраслевом разрезе Великобритания была первой по объёму текущих инвестиций в производство и распределение электроэнергии, газа и воды (27,4 % иностранных инвестиций, вложенных в отрасль), оптовую и розничную торговлю, ремонт автотранспорта, бытовых изделий (27,9 %), предоставление прочих коммунальных, социальных и персональных услуг (47,6 %), второй — в обрабатывающие производства (10,3 %), в том числе в производство кокса и нефтепродуктов (16,2 %), третьей — в химическое производство (12,7 %), транспорт и связь (15,2 %).
Определённую часть инвестиций экономика Великобритании получает за счёт программы получения гражданства для крупных инвесторов.
ВНЖ можно получить, вложив в экономику страны от 2 до 10 млн фунтов — инвестировать можно в заёмный или акционерный капитал компаний, зарегистрированных и ведущих активную деятельность. С 29 марта 2019 года возможность инвестирования в государственные облигации была отменена.

## Офшорные зоны
Большинство популярных офшорных зон — это Британские заморские территории (Британские Виргинские острова, Каймановы острова, Бермудские Острова, Теркс и Кайкос, Гибралтар и другие), а также коронные земли (Остров Мэн, Нормандские острова). Бермудские острова являются третьим крупнейшим страховым рынком мира, здесь зарегистрированы несколько крупных перестраховочных компаний и имеются отделения большинства крупнейших страховщиков мира.

## Туризм
Великобритания — родина современного туризма как формы проведения культурного досуга. Ещё в 1840 г. проповедник Кук из английского городка Мельбурн основал первую в мире туристскую фирму. Через год фирма организовала для пятисот членов Общества трезвенников поездку по пригородам Лондона, а в 1844—1846 гг. — экскурсии по разным частям Англии и Шотландии.
Великобритания располагает развитой индустрией туризма (её доля в мировом туризме составляет 3,4 % и находится на 7-м месте в мире). В сфере работает 8 % малых компаний; всего в ней занято 2,1 млн чел. Туризм приносит британской экономике 27 млрд фунтов.
В 2016 году Великобританию посетили 37,3 млн иностранцев. Наибольшее число посетителей из США, Франции, Германии, Ирландской Республики, Нидерландов.
В 2006 году страну посетило около 60 тыс. граждан России.
Великобритания — одна из самых экономически развитых стран мира и в ней находятся крупнейшие мировые финансовые и торговые центры (Лондон, Ливерпуль, Глазго), известные научные центры (Лондон, Оксфорд, Кембридж, Эдинбург) — отсюда большое значение делового и конгрессового туризма.
Приезжают туристы и на часто происходящие в Великобритании спортивные матчи, особенно футбольные.

## Доходы населения
С 2001 по 2007 год среднемесячная зарплата в Великобритании повысилась с 2840 до 3220 евро, однако к 2009 году она снизилась до 2640 евро.
По данным, приводимым Би-би-си на 2009 год, неравенство в стране выросло на 40 % по сравнению с 1974 годом.
Национальный уровень минимальной зарплаты введён в Великобритании 1 апреля 1999 года, тогда он был 3,60 фунтов стерлингов в час. С 1 апреля 2023 году минимальный размер оплаты труда в Великобритании для лиц старше 23 лет составляет 10,42 фунтов стерлингов в час. По состоянию на 2023 год средний размер оплаты труда в Великобритании 743 фунта в неделю
По данным The Sunday Times в 2022 году в Великобритании проживал 171 миллиардер, их состояния в сумме составляли 684 млрд фунтов стерлингов. Помимо британцев в списке самых богатых людей страны немало иностранцев, включая возглавляющего список индийца Гопичанда Хиндуджу (британцев-миллиардеров всего 52, остальные только проживают на территории Великобритании).

### Занятость и безработица

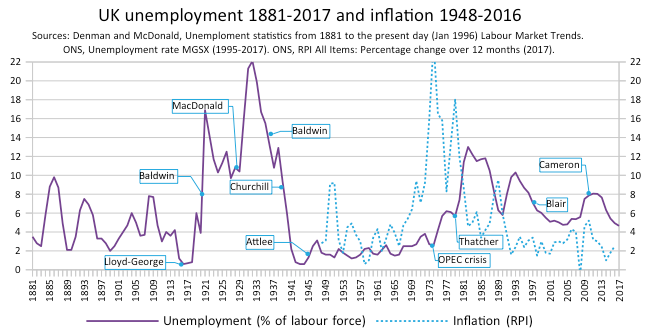
Уровень безработицы в Великобритании 1881—2017 (пунктиром указана инфляция)

По сообщению Reuters, во втором квартале 2022 года уровень безработицы в Великобритании упал до самого низкого уровня с 1974 года и составил 3,6 %. Это объяснялось большим числом покинувших рынок труда. Показатель экономической неактивности, измеряющий долю населения, не имеющего работы и не ищущего работу, увеличился за квартал на 0,4 п.п. до 21,7 %. Банк Англии выразил обеспокоенность ростом бездействия на рынке труда, поскольку это может способствовать усилению инфляционного давления из-за отсутствия кандидатов на замещение рабочих мест.
По состоянию на май 2023 года уровень занятости составил 76,0 % (30,0 млн человек) от населения в возрасте от 16 до 64 лет. Уровень безработицы составил 3,8 %, остальные 21,0 % пришлось на экономически неактивное население (тех, кто не имеет работы и не ищет её). Количество вакансий в этот период составляло около 1 млн.